# Charles Ernest de Bagge
Pour les articles homonymes, voir Bagge.
Ne doit pas être confondu avec Le Baron Bagge.
Charles Ernest baron de Bagge (né le 14 février 1722 à Fockenhof (Kurland) et mort le 24 mars 1791 à Paris) est un mécène, collectionneur d'instruments, compositeur, violoniste amateur.
Élève de Giuseppe Tartini, il s'installe à Paris en 1750 et devient un mécène au service de la musique. Ses concerts particuliers attirent des musiciens tels que Boccherini, Capron, Gaviniès, Gossec, Pagin, Traversa, et après 1775 Fiorillo, Jarnowick, Pieltain, Viotti et Kreutzer.
Charles Ernest séjourne également en Angleterre (1778), à Vienne (1784) et à la cour de Frédéric-Guillaume II (1789-90). En 1791, il revient à Paris, où il meurt, peut-être empoisonné.

## Œuvres
- Voix
  - Cantate à Frédéric-Guillaume II sur son accession au trône
- Musique de chambre
  - Airs de Marlbourough variés pour clavecin et violon
  - 6 trios pour 2 violons et basse
  - 2 quatuors à cordes
  - 2 quintettes à cordes
- Orchestre
  - au moins 4 concertos pour violon
  - 2 symphonies concertantes
  - 3 symphonies